# Châtillon, Jura
Châtillon là một xã trong vùng hành chính Franche-Comté, thuộc tỉnh Jura, quận Lons-le-Saunier, tổng Conliège. Tọa độ địa lý của xã là 46° 39' vĩ độ bắc, 05° 43' kinh độ đông. Châtillon nằm trên độ cao trung bình là 520 mét trên mặt nước biển, có điểm thấp nhất là 447 mét và điểm cao nhất là 750 mét. Xã có diện tích 16.77 km², dân số vào thời điểm 2006 là 124 người; mật độ dân số là 7 người/km².

## Thông tin nhân khẩu
| 1962 | 1968 | 1975 | 1982 | 1990 | 1999 |
| ---- | ---- | ---- | ---- | ---- | ---- |
| 240  | 209  | 174  | 133  | 128  | 127  |

## Địa điểm tham quan
Nhà thờ của làng được xây năm 1806. Nằm trong lãnh thổ của làng là nhà thờ Saint-Valère và một nhà thờ nữa từ thế kỉ thứ 17.